# Halophiloscia guernei
Halophiloscia guernei är en kräftdjursart som först beskrevs av Dollfus 1887.  Halophiloscia guernei ingår i släktet Halophiloscia och familjen Halophilosciidae. Inga underarter finns listade i Catalogue of Life.